# Бараково (Болгария)
Бараково (болг. Бараково) — село в Болгарии. Находится в Кюстендилской области, входит в общину Кочериново. Население составляет 566 человек.

## Политическая ситуация
В местном кметстве Бараково, в состав которого входит Бараково, должность кмета (старосты) исполняет Жулиета Стефанова Лазова (Национальное движение «Симеон Второй» (НДСВ)) по результатам выборов.
Кмет (мэр) общины Кочериново — Костадин Петров Катин (коалиция в составе 3 партий: Земледельческий народный союз (ЗНС), Союз демократических сил (СДС), Движение за права и свободы (ДПС)) по результатам выборов.